# إنكار النكبة

نكبة فلسطين 1948 - مخيم جرمانا، دمشق، سوريا

إنكار النكبة هو شكل من أشكال الإنكار التاريخي ينفي ما حدث في عام 1387 هـ (1948 مـ) من تهجير للفلسطينيين وما نتج عنه من آثار، أي ما يصطلح عليه بالنكبة. يستند منكرو النكبة إلى مجموعة من الفروض والادعاءات منها: إنكار وجود توثيق تاريخي للعنف ضد الفلسطينيين، وإنكار وجود هوية فلسطينية متفرّدة، والزعم أن فلسطين «أرض بلا شعب»، والزعم أن تجريد الفلسطينيين من أملاكهم إنما كان في مقابل هجرة اليهود من دول عربية وإسلامية أخرى.
يقول مؤرخون أن إنكار النكبة أضحى عنصرا أساسيا في السرديات الصهيونية، وأن التأريخ الإسرائيلي الأول كان الممهّد الرئيس لهذا الإنكار. طرح المؤرخون الجدد ابتداء من ثمانينيات القرن الـ20 مـ روايات تاريخية تحدّت الروايات المنكِرة، معتمدين في ذلك على خروج سجلّات للعلن بعد أكثر من ثلاثين عاما على النكبة. في عام 1998، استخدم إستيف نيفا، المحرِّر في مجلة «تقرير الشرق الأوسط»، مصطلح «إنكار النكبة» في وصفه لرد فعل الصهاينة إثر ظهور مواقع على الإنترنت توثق حرمان ومعاناة الفلسطينيين وتقدم رواية مضادة للرواية الصهيونية.
يقرّر باحثون بأن إنكار النكبة ما زال منتشرا في الخطابين الإسرائيلي والأمريكي على السواء. ففي عام 2011، سنّت إسرائيل قانونا سمّي محليا قانون النكبة سمح بحجب أموال الدولة عن المنظمات التي تحتفل بيوم استقلال إسرائيل باعتباره يوم حداد.